# Mesochorus gilvus
Mesochorus gilvus är en stekelart som beskrevs av Schwenke 1999. Mesochorus gilvus ingår i släktet Mesochorus och familjen brokparasitsteklar. Inga underarter finns listade i Catalogue of Life.